# Yamaha MT-07
Die Yamaha MT-07 (bis Ende 2017 FZ-07 in Nordamerika) ist ein Naked Bike des japanischen Fahrzeugherstellers Yamaha. Auf der EICMA 2013 stellte Yamaha neben der MT-09 mit Dreizylindermotor dieses kleinere Zweizylindermotorrad vor. Das Kürzel „MT“ steht für das englische „Masters of torque“, was so viel bedeutet wie „Meister des Drehmomentes“.
Die MT-07 stand von 2015 bis 2019 in Deutschland auf Platz zwei der neu zugelassenen Motorräder (3707 Maschinen im Jahr 2019). 2020 stand sie mit 3.226 Neuzulassungen auf Platz drei, 2021 mit 2356 Neuzulassungen auf Platz vier, 2023 waren es 2000 Neuzulassungen und damit war sie deutlich unter den ersten zehn. Es war bis zur Modellpflege 2018 die Maschine mit sehr vielen weiblichen Käufern (2017 24 % Anteil), 80.000 Exemplare wurden bis dahin weltweit verkauft.

## Antrieb
Der neu entwickelte Zweizylinder-Reihenmotor hat einen Hubzapfenversatz von 270 Grad, Yamaha nennt dies Crossplane-Bauweise. Der unregelmäßige Zündabstand sorgt für das charakteristische Klangbild eines V2-Motors mit 90° Zylinderwinkel sowie eine gleichförmige, lineare Entfaltung von Leistung und Drehmoment. Die Zylinder sind 7 mm hinter die Drehachse der Kurbelwelle versetzt, was zu weniger Reibungsverlusten führen soll. Die Zeitschrift Motorrad ermittelte über 50.000 km einen Verbrauch von 4,4 l/100 km, es werden auch weniger als 4 l/100 km genannt. Eine gedrosselte Version mit 35 kW wird ebenfalls angeboten. Der Motor wurde in der Fachpresse extrem positiv aufgenommen und gilt in Kombination mit dem Preis als Hauptfaktor für den großen Verkaufserfolg der MT-07.
Der Schalldämpfer besteht ganz aus Edelstahl.

## Fahrwerk
Das Chassis der MT-07 besteht aus einem Rückgratrohrrahmen aus Stahl, in den der Motor als tragendes Element einbezogen ist. Die Sitzposition ist aufrecht und leicht vorderradorientiert. Durch das unter der Sitzbank liegende Zentralfederbein, leichte 10-Speichen-Aluminiumgussräder sowie den unter dem Motor eingebauten Endschalldämpfer wird eine Zentralisierung der Massen erreicht. Dieses ursprünglich von Buell entwickelte Konzept führt zu einem verbesserten Handling. Die Teleskopgabel mit Tauchrohren von 41 mm Durchmesser ist nicht einstellbar, das Federbein hinten, das sich auf eine Zweiarmschwinge aus tiefgezogenem Stahl abstützt, nur in der Vorspannung.
2018 wurde das Fahrwerk überarbeitet, unter anderem ist das Federbein nun auch in der Zugstufe einstellbar.

## Ausstattung
Das digitale LCD-Multifunktionsdisplay umfasst neben Drehzahl- und Geschwindigkeitsanzeige auch Uhrzeit, Ganganzeige, Tankanzeige sowie einen Bordcomputer mit durchschaltbarer Anzeige von Gesamtkilometern, 2 Tageskilometerzählern, Außentemperatur, Kühlflüssigkeitstemperatur, Momentanverbrauch und Durchschnittsverbrauch. Sogar eine „ECO-Anzeige“ wurde integriert, um den Fahrer zu informieren, wann er besonders kraftstoffsparend fährt. Der Kraftstofftank fasst 14 Liter.
Das Modell 2023 hat ein farbiges TFT-Display mit zwei Anzeigearten je nach Fahrmodus („Street“ und „Tour“).

## Farben, Variante und Modellpflege

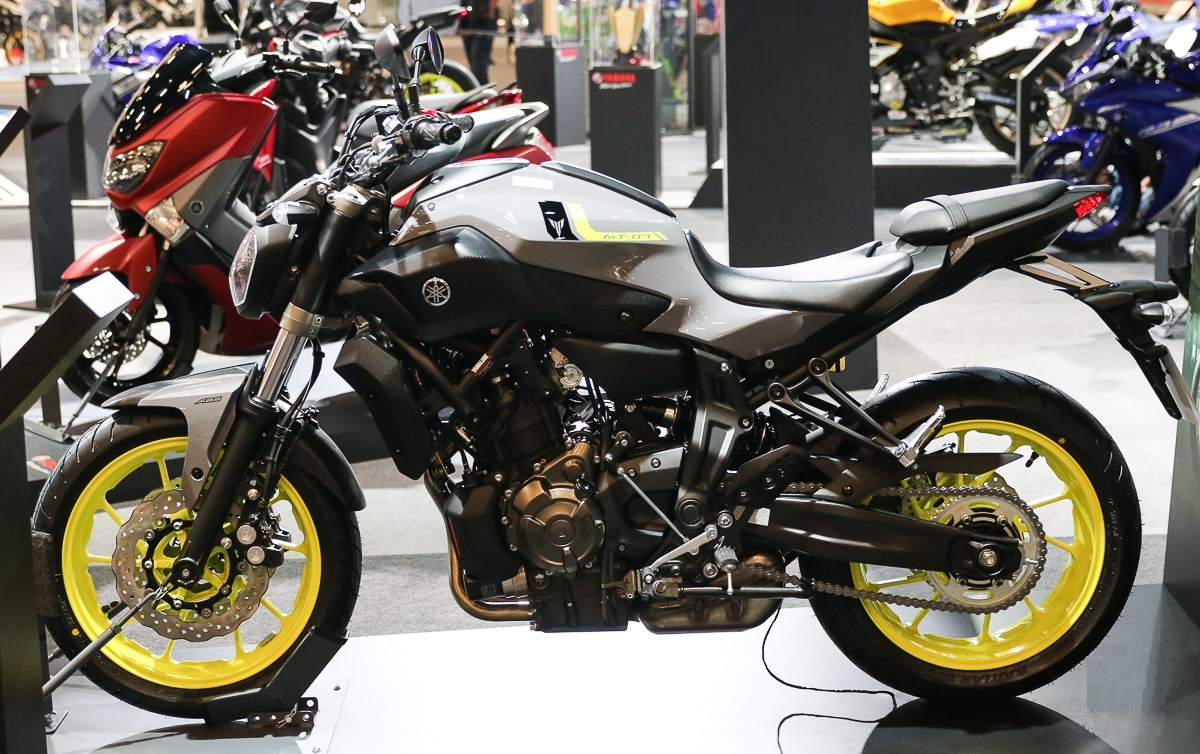
MT-07 in Night Fluo, 2017

Die MT-07 war bei Auslieferungsbeginn in fünf Farbvariationen erhältlich. Die verfügbaren Farben variieren jedes Jahr, wobei inzwischen nur noch drei Farbvariationen erhältlich sind.
- Deep Armor – Schwarz Metallic / leicht violett, 2014–2015
- Matt Grey – Dunkelgrau matt, 2014–2016
- Racing Red – Rot, 2014
- Competition White – Weiß, 2014–2015
- Race Blu (Tech Graphite) – Dunkelgrau/Dunkelblau, 2014
- Race Blu (Matt Silver) – Silber mit blauen Felgen, 2015–2016
- Extreme Yellow – Gelb, 2015
- Lava Red – Rot Metallic, 2016
- Night Fluo – Grau mit neongelben Felgen, 2016–2018
- Tech Black – Schwarz Metallic, seit 2017
- Yamaha Blue – Blau, seit 2017
- Ice Fluo – Eisgrau mit neonroten Felgen, seit 2019
- Icon Blue, Storm Fluo (ähnlich Ice Fluo, rote Felgen), seit 2021:[12]
- türkis-grau, tech black, blau oder rot-grau, 2022

### MT-07 Moto Cage, 2014–2018

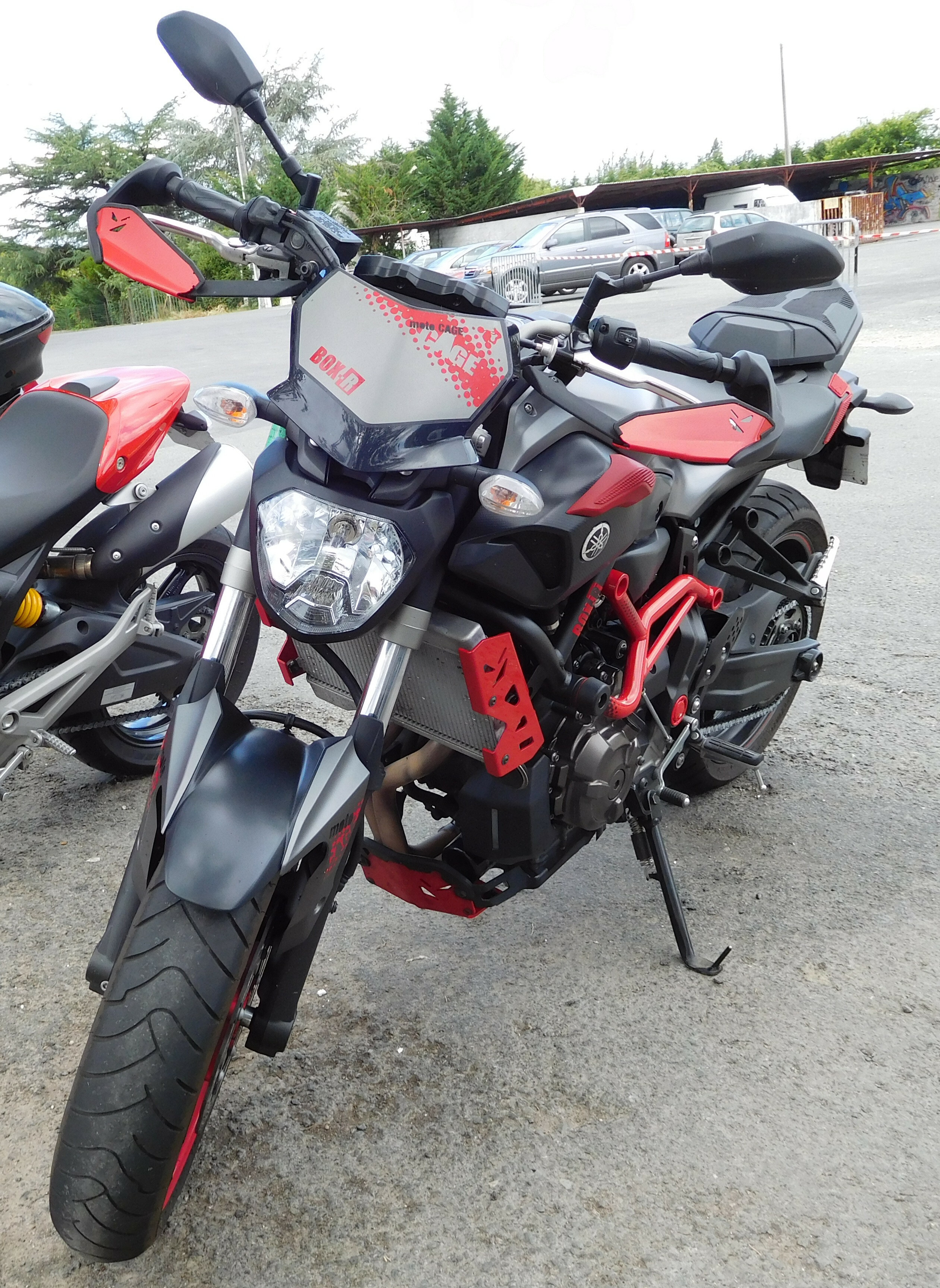
Moto Cage, 2015

Eine Modellvariante ist die Ende 2014 vorgestellte MT-07 Moto Cage. Sie wurde mit Ausstattungsdetails aus der Stuntfahrer-Szene ausgerüstet. Motor und Fahrwerksbauteile wurden durch einen roten (ab 2016 gelben) Stahlrohrkäfig geschützt. Die Felgen waren beim 2015er Modell unterschiedlich lackiert, seit dem Modelljahr 2016 waren sie einheitlich neongelb ('Night Fluo'-Lackierung).
Die Variante wurde ab 2018 nicht fortgeführt.

### Modellpflege 2018
Für das Modelljahr 2018 wurde das Design und Fahrwerk überarbeitet. Gabel und Federbein wurden sportlicher abgestimmt, zusätzlich verfügt das Federbein nun über eine Zugstufeneinstellung. Der Scheinwerfer wurde größer gestaltet und das Rücklicht mitsamt Einfassung verändert. Die seitlichen Lufteinlässe wurden vergrößert und die Sitzbank neu geformt.

## Ableitungen

### XSR 700

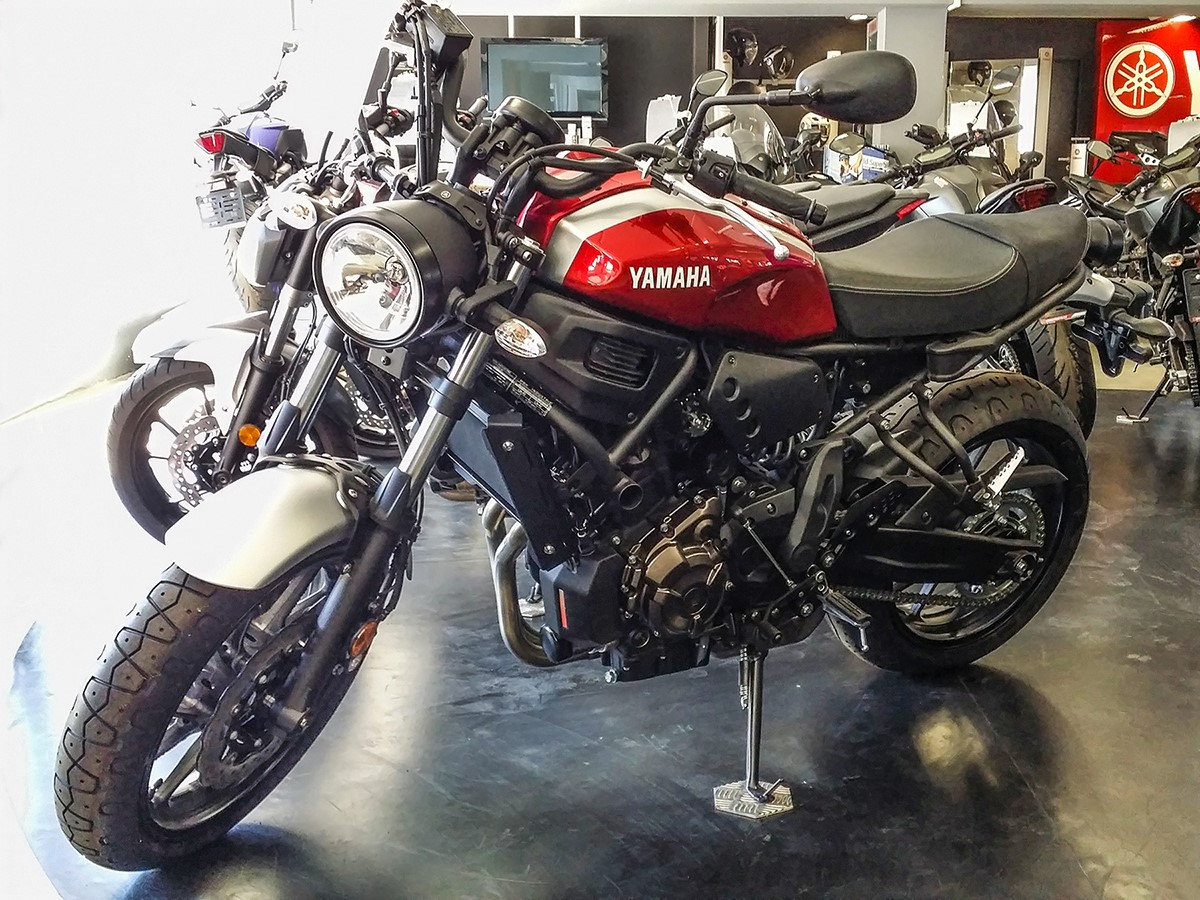
Yamaha XSR 700

Die XSR 700 (seit März 2016) basiert technisch auf der MT-07, unterscheidet sich jedoch optisch durch zahlreiche Anbauteile im Retro-Stil stark von dieser.

### Tracer 700

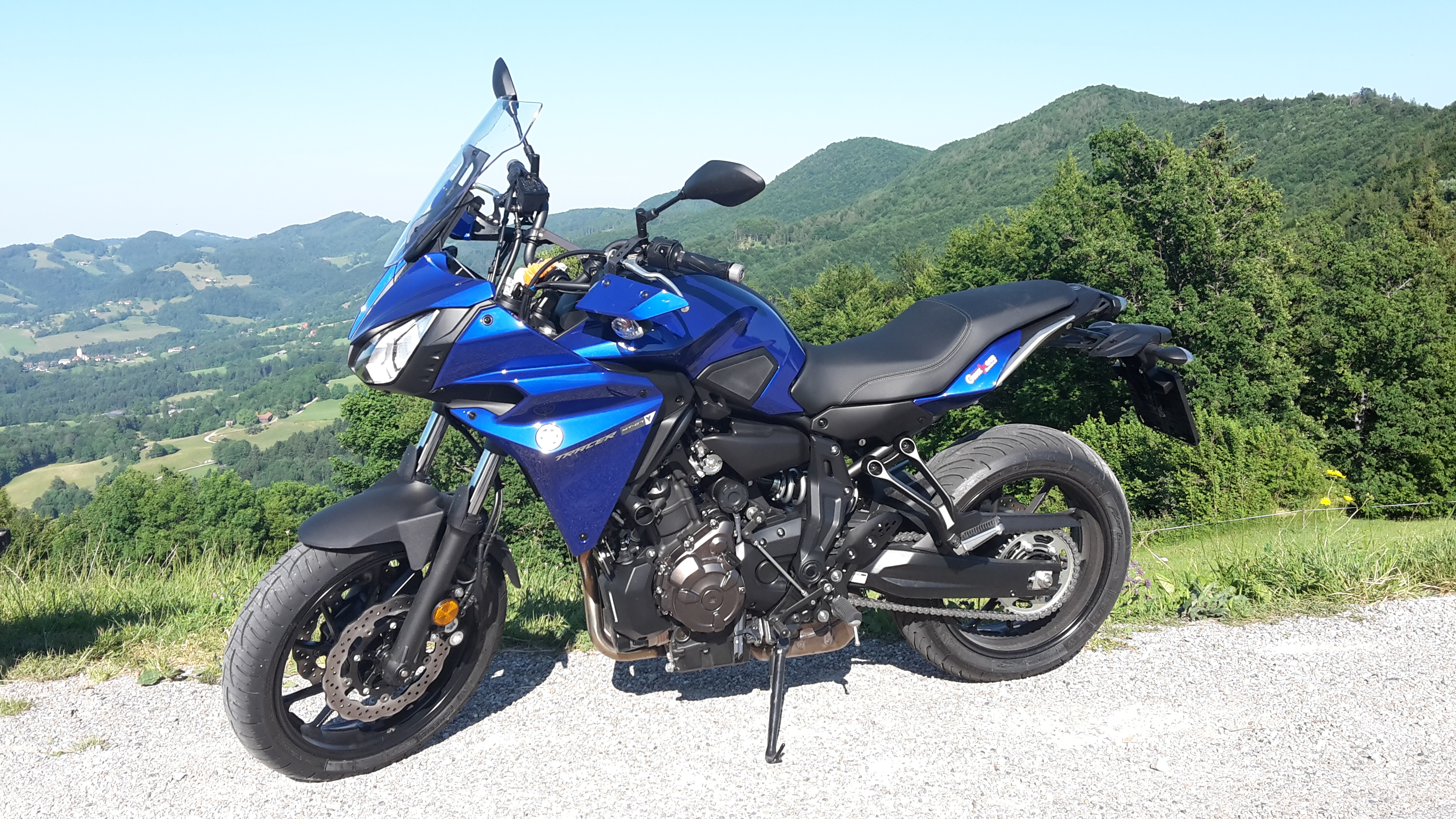
Tracer 700, Baujahr 2017

Seit Juli 2016 wird die Yamaha Tracer 700 auf Basis der MT-07 angeboten. Der Sporttourer hat ein Leergewicht von 196 Kilogramm. Das Stahlrohr-Chassis der MT-07 wurde in seiner Geometrie geringfügig an den beworbenen Einsatzzweck der Tracer 700 angepasst, die Schwinge ist um 50 Millimeter länger. Der Radstand wuchs daher auf 1450 Millimeter, was die Geradeauslaufstabilität verbessern soll. Die Federelemente mit je 130 Millimetern Arbeitsweg sind weicher abgestimmt als bei der MT-07. Die Tracer 700 verfügt über eine verstellbare Verkleidungsscheibe, die den Oberkörper des Fahrers vom Fahrtwind entlastet. Auch wurde der Tacho im Vergleich zur MT-07 höher angebracht; Handprotektoren, eine gestufte einteilige Sitzbank und Haltebügel für den Sozius unterscheiden das Modell ebenfalls. Optisch orientiert sich die Tracer 700 am größeren Schwestermodell Tracer 900 auf Basis der Yamaha MT-09. Als Farben stehen rot, blau und schwarz zur Wahl. Im Jahr 2021 wurden das Modell in einigen Teilen verändert und in Yamaha Tracer 7 umbenannt.